# Viridispora alata
Viridispora alata är en svampart som först beskrevs av Samuels, och fick sitt nu gällande namn av Samuels & Rossman 1999. Viridispora alata ingår i släktet Viridispora och familjen Nectriaceae.   Inga underarter finns listade i Catalogue of Life.